# Anthrenoides digitatus
Anthrenoides digitatus är en biart som beskrevs av Urban 2007. Anthrenoides digitatus ingår i släktet Anthrenoides och familjen grävbin. Inga underarter finns listade i Catalogue of Life.